# Yozgatspor
Yozgatspor ist ein türkischer Fußballverein aus der zentralanatolischen Stadt Yozgat, der in der TFF 3. Lig, der vierthöchsten Spielklasse der Türkei, spielt. Die Vereinsfarben sind Schwarz und Rot. Der Verein spielte in den 2000er Jahren insgesamt zwei Spielzeiten in der Süper Lig und liegt in der Ewigen Tabelle der Süper Lig auf dem 57. Platz.

## Geschichte

### Gründung und Namensänderung
Yozgatspor wurde am 23. Januar 1959 unter dem Namen Yozgat Karagümrük Spor Kulübü (kurz Yozgat Karagümrük), durch Verabschiedung der Satzung, seitens Präsident Nedim Korkmaz, Selahattin Ulusoy, Selahattin Allıoğlu, Murat Yunce, Rahmi Çokdeğerli, Doğan Üçok, Neşet Tanrıdağ, Şükrü Araman, Erdal Doğruyol, und Orhan Çıtak mit den Farben Schwarz & Rot gegründet. Bis 1961 spielte der Verein unter dem Namen Karagümrük in der Yozgat Amatör Küme Futbol Ligi, bis die Vollversammlung am 28. Juni 1961 sich entschied, den Verein Bozokspor zu benennen.

### Von Bozokspor zu Yeni Yozgatspor

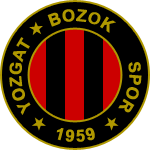
Vereinslogo während der Bozokspor-Ära

Bozokspor erhielt in der Saison 1982/83 die Chance, durch Aufstiegsspiele in die damals neu gegründete TFF 2. Lig (3. Liga) aufzusteigen. Zuvor wurden Vorstandsmitglieder der Yibitaş in den Vorstand des Vereins gewählt. Die Mannschaft belegte hinter dem Meister Yeni Afyonspor und Adıyamanspor den dritten Platz. Nach einer Saison war der Aufstieg in die dritte Liga perfekt und Bozokspor stieg mit dem Trainer Burhan Yılmaz hinter Kahramanmaraşspor als Zweiter auf. So nahm Bozokspor in der Saison 1984/85 an der TFF 2. Lig teil. Da der erhoffte Erfolg ausblieb, verließ der Trainer Zeki Özaydın und später die Vorstandsmitglieder der Yibitaş Holding den Verein. Der Vereinsname wurde am 28. Juli 1985 in Yeni Yozgatspor umbenannt. Yeni Yozgatspor geriet in seiner ersten Saison in der 2. Lig in finanzielle Schwierigkeiten.

### Mit Yimpaş zum Erfolg
Die Supermarktkette Yimpaş unterstützte den Verein finanziell und man beschloss am 20. September 1997, den Namen in Yimpaş Yozgatspor, kurz YYS, zu ändern. Im Vorstand saßen unter der Führung von Mehmet Erdemir Mehmet Kaplan, Kadir Şöhret, Ünal Dursun, Satılmış Dağ, Zeki Kara und İnan Soyer. Unter dem Namen Yimpaş Yozgatspor erreichte die Mannschaft gute Ergebnisse in der zweiten Liga.

### Der Aufstieg in die türkische 1. Lig
In der Zweitligasaison 1999/2000 erreichte Yimpaş Yozgatspor die Aufstiegsgruppe der Liga, in der die zehn stärksten Mannschaften der 2. Lig um den Aufstieg in die oberste Spielklasse des türkischen Fußballs spielten. Unter anderem spielte Yimpaş Yozgatspor gegen Kombassan Konyaspor, Çaykur Rizespor, Siirt Jetpaspor, Kayserispor, Sarıyer, Izmirspor, Konya Endüstrispor. YYS beendete die Aufstiegsgruppe (tr: yükselme grubu) der 2. Futbol ligi als Meister und stieg damit zum ersten Mal in der Vereinsgeschichte in die erste Spielklasse auf.

### Yozgatspor in der Türkiye 1. Ligi bzw. der Süper Lig
In der Saison 2000/01 spielte YYS in der Türkiye 1. Ligi. Das Auftaktspiel bestritt das Team von Trainer Hüseyin Kalpar auswärts gegen Beşiktaş Istanbul. Die 0:3-Niederlage verunsicherte die Mannschaft nicht und das Ziel Klassenerhalt wurde in der ersten Saison mit dem 7. Rang erreicht. Das vielleicht interessanteste Spiel dieser Saison bestritt YYS gegen den Traditionsklub Galatasaray. Der UEFA-Pokal-Sieger hatte zuvor Real Madrid mit 3:2 geschlagen. In den ersten zwei Minuten trafen für die Heimmannschaft Preko und Ayew und brachten Yimpaş Yozgatspor 2:0 in Führung. Nach einem verschossenen Elfmeter von Ümit Davala war YYS der Sieg nicht mehr zu nehmen und man gewann 4:2.
In der Saison 2001/02 spielte Yimpaş Yozgatspor in der Süper Lig, da der türkische Verband den Namen der Liga umänderte. Diese Saison lief nicht so erfreulich für die Yiğits aus Yozgat. Die finanzielle Krise betraf auch Y. Yozgatspor und man beendete die Saison auf dem letzten Rang und stieg in die zweite Liga ab.

### Ende der Ära Yimpaş
Anfang der Saison 2008/09 beschloss der neu gewählte Vorstand eine Auflösung des Sponsorenvertrages mit der Yimpaş Holding und der Verein erhielt den neuen Namen Yozgatspor. Schon nach einer Saison änderte man diesen wieder in Yimpaş Yozgatspor A.Ş.

### Abstieg in die regionale Amateurliga
Mit dem letzten Spiel der Saison 2013/14 endete auch die Zeit von Yozgatspor in professionellen Ligen. Die Mannschaft landete nach dem 34. Spieltag der TFF 3. Lig mit 39 Punkten auf Platz 16 knapp hinter Van Büyüksehir Belediyespor und stieg in die BAL (Amateurliga) ab. Nach 29 Jahren in türkischen Profiligen wird Yozgatspor wieder um den Aufstieg aus der Amateurliga kämpfen. Mit dem Abstieg änderte man auch den Vereinsnamen in Yozgatspor Ticaret Anonim Şirketi, kurz Yozgatspor T.A.Ş.

## Vereinslogo

Vereinswappen bis zur Saison 2010/11

Vor Beginn der Saison 2010/11 ersetzte der Verein aus Yozgat das alte Logo durch ein neues, auf dem der Sponsor Yimpaş nicht mehr draufsteht. 2014 wurde das Logo erneut geändert.

## Erfolge
- 7. Platz in der Süper Lig: 2000/01
- Meister der TFF 1. Lig: 1999/2000
- Meister der TFF 2. Lig (2): 1991/92, 1994/95

## Ligenzugehörigkeit
- 1. Liga: 2000–2002
- 2. Liga: 1992–1994, 1995–2000, 2002–2006
- 3. Liga: 1984–1992, 1994–1995, 2006–2009
- 4. Liga: 2009–2014
- Regionale Amateurliga: seit 2014

## Rekordspieler
| Rang                 | Name              | Einsätze | Zeitraum  |
| -------------------- | ----------------- | -------- | --------- |
| 01.                  | Selim Özer        | 65       | 2000–2002 |
| 02.                  | Cengizhan Hınçal  | 58       | 2000–2002 |
| 03.                  | Cihat Arslan      | 57       | 2000–2002 |
| 04.                  | Yaw Preko         | 55       | 2000–2002 |
| 05.                  | Hüseyin Karakayış | 54       | 2000–2002 |
| 06.                  | İlker Dalçiçek    | 48       | 2000–2002 |
| 07.                  | Cem Karaca        | 45       | 2000–2002 |
| 08.                  | Mustafa Kocabey   | 42       | 2000–2002 |
| 09.                  | Gökmen Barış      | 39       | 2000–2002 |
| 10.                  | Gökhan Tokgöz     | 38       | 2000–2002 |
| Stand: 28. März 2016 |                   |          |           |

| Rang                 | Name                | Tor | Einsätze | Tor/Spiel |
| -------------------- | ------------------- | --- | -------- | --------- |
| 01.                  | Yaw Preko           | 20  | 55       | 0,36      |
| 02.                  | Mustafa Kocabey     | 15  | 30       | 0,5       |
| 03.                  | Kwame Ayew          | 11  | 19       | 0,58      |
| 04.                  | Cengizhan Hınçal    | 10  | 58       | 0,17      |
| 05.                  | Antti Sumiala       | 6   | 15       | 0,4       |
| 05.                  | İlyas Kahraman      | 6   | 32       | 0,19      |
| 08.                  | Mutlu Dervişoğlu    | 4   | 18       | 0,22      |
| 08.                  | İsmail Müderrisoğlu | 4   | 18       | 0,22      |
| 08.                  | Cem Karaca          | 4   | 45       | 0,09      |
| Stand: 28. März 2016 |                     |     |          |           |

## Ehemalige Spieler
- Mohammed Salem Al-Enazi
- Cihat Arslan
- Kwame Ayew
- Gökmen Barış
- Özgür Bayer
- İlker Dalçiçek
- Tarık Daşgün
- Mutlu Dervişoğlu
- Saliou Diallo
- Hamza Hamzaoğlu
- Cengizhan Hınçal
- İlyas Kahraman
- Cem Karaca
- Hüseyin Karakayış
- Mustafa Kocabey
- Timo Marjamaa
- İsmail Müderrisoğlu
- Muscal Mvuezolo
- Arbën Nuhiji
- İlhan Özbay
- Mustafa Özer
- Selim Özer
- Yaw Preko
- Moses Sakyi
- Atakan Sancarbarlaz
- Antti Sumiala
- Gökhan Tokgöz
- Joachim Yaw

## Ehemalige Trainer (Auswahl)
- Murat Özgen (August 1990 – Oktober 1990)
- Murat Özgen (Juli 1991 – Mai 1992)
- Murat Özgen (Dezember 1992 – Mai 1993)
- Murat Özgen (Juli 1994 – Mai 1996)
- Hüseyin Kalpar (November 1999 – Mai 2001)
- Bahri Kaya (Juli 2001 – November 2001)
- Rasim Kara (November 2001 – März 2002)
- Uğur Tütüneker (März 2002 – Mai 2003)
- Mustafa Çapanoğlu (August 2003 – September 2003)
- Uğur Tütüneker (September 2003 – März 2004)
- Hayrettin Gümüşdağ (März 2004 – August 2004)
- Ekrem Al (August 2004 – Mai 2005)
- Ümit Turmuş (August 2005 – November 2005)
- Turhan Sofuoğlu (November 2005 – März 2006)
- Turgut Uçar (August 2006 – Oktober 2006)
- Alaaddin Demirözü (Oktober 2007 – Mai 2008)
- Levent Devrim (Oktober 2008 – Dezember 2008)
- Alaaddin Demirözü (Dezember 2008 – Mai 2009)
- Tuncay Soyak (August 2009 – Oktober 2009)
- Erhan Kayaaslan (Oktober 2009 – Januar 2010)
- Mehmet Yüzbaşıgil (Januar 2010 – Februar 2010)
- Galip Gündoğdu (Februar 2010 – Mai 2010)
- Halit Kılıç (August 2010 – September)
- Erhan Kayaaslan (September 2010 – Januar 2011)
- Ferit Altıparmak (Januar 2011 – Februar 2011)
- Sadun Hoşbay (Februar 2011 – März 2011)
- Hayrettin Gümüşdağ (März 2011 – April 2011)
- Harun Dişlitaş (April 2011 – Oktober 2011)
- Alaaddin Demirözü (Oktober 2011 – Juli 2012)
- Galip Gündoğdu (August 2012 – November 2012)
- Bülent Çalık (November 2012 – Dezember 2013)
- İsmail Kaba (Januar 2014 – April 2014)

## Präsidenten
Die Präsidenten seit 1980:
- Ahmet Ak
- Azmi Tavsir
- Yusuf Hakan
- Hüseyin Kara
- Samed Can
- Uğur Sekiz
- Abdullah Enes Kartal
- Yunus Emre Kus
- Mehmet Kaplan
- Yusuf Kenan Yıldırım